# 東京半島酒店

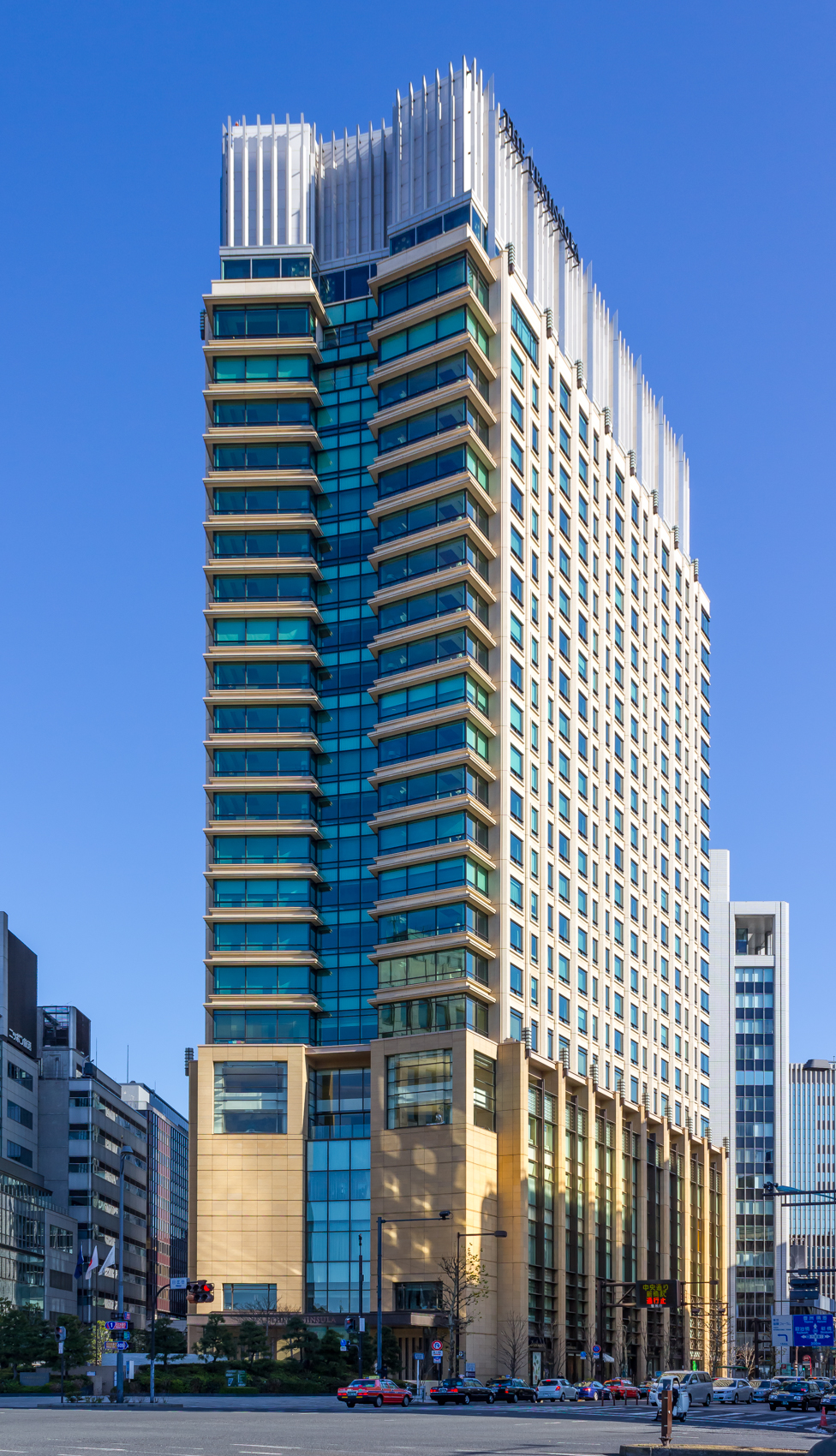

東京半島酒店（日语：ザ・ペニンシュラ東京、ザ・ペニンシュラとうきょう）是位於日本的一座豪華酒店，由香港上海大酒店旗下的半岛酒店集团運營。

## 历史
酒店開業於2007年9月，共有314個客房，位于東京都千代田區有樂町一丁目。

## 外部連結
- ザ・ペニンシュラ東京 （页面存档备份，存于）